# ストレプトカエタ属
ストレプトカエタ属 Streptochaeta はイネ科の植物の1つ。南アメリカに産し、小柄な笹状の植物で、葉はらせん状に配列し、小穂にはとても長く伸びてくねった芒がある。アノモクロア属 Anomochloa と共にもっとも原始的なイネ科とされる。

## 特徴
森林性の多年生のイネ科植物。稈は中空で直立し、分枝を出すか、あるいは上の方では出さない。最下の葉は葉身のない鞘となる。前出葉(側芽で最初に出来る葉)は多くの脈を持ち、両面に竜骨を持つことはない。葉には内側も外側も葉舌はないが、裏面には附属体と口部の剛毛が葉鞘の頂端部にある。偽葉柄は短く、その先端は頑丈で密着する剛毛がある暗色の葉枕に続く。葉身は普通は幅広く、中肋は両面に突出し(特に表面で顕著)ている。側脈と、脈間を繋ぐ横断する細脈は裏面からのみ見られる。裏表の両面共に無毛か、希に裏面だけが細かく硬い毛に被われる。葉脈の配置は多少とも斜めになっており、少なくとも1つの1次側脈は主脈の基部から数cmほど上で合流する。花序の下の一番上の葉(時には2番目まで)は葉身のない鞘となっており、花序の発達中はそれを包んでいる。
花序は頂生する穂状花序か、螺旋配列の圧縮された総状花序となっており、軸に密着した偽小穂がそのような形に並ぶ。偽小穂は短いコップ状の花柄の上につく。花梗はないものからよく発達したものまである。時として2次的な花序が茎の上の方の葉の腋からの出芽の形で形成される。偽小穂は細長く、1本の長い芒がある。例えばタイプ種の S. spicata subsp. spicata ではその本体部(苞葉VI、後述する)の長さが17～28mmで、そこから3～9cmにもなる芒が伸びる。この芒はその基部では真っ直ぐだが先端に近い部分では著しく螺旋の形となり、成熟すると他の偽小穂のそれと絡まり合い、往々にして1つの花序の作り出す偽小穂すべてが芒で絡まり合ってひとまとまりになってしまう。

### 偽小穂の構造
偽小穂は包頴、護頴、内頴、鱗皮を欠き、両端が尖った円柱状で、全体がまとまって脱落するようになっており、11か12個の苞葉から構成される。これらの苞葉は4方向に向かい、らせん状に配置する。最初の5枚の苞葉は短く、膜質で緑っぽい藁色で、基部は不規則な切り取った形で、その先端部には切れ込みがあるかまたは歯状の突起がある。苞葉のI～IIIは花序の花軸に面しており、また苞葉のIVとVよりやや小さい。VIの苞葉はI～Vと滑らかで曲がった節間によって仕切られている。VIの苞葉は大きくて硬くなっており、わずかに基部が嚢状になっており、はっきり見えないが多数の脈があり、先端に長い芒がある。苞葉のVIIとVIIIは互いによく似ており、共に苞葉VIに向かい合う位置にあり、時としてその基部で融合していて、三角形に近い槍の穂形、硬くなっており、その先端部は互いに反対向きに反りかえる。IXの苞葉は上に突き出た小さな鍔のような形で存在し、苞葉VIIとVIIIの付着部と向かい合っている。苞葉X～XIIはほぼ同型で、革質、槍の穂形で芒はなく、はっきりした脈があり、3つで以て小花を囲む構造を作っているが、それぞれの縁は重なっている。雄蕊群は6本の雄蕊からなり、偽小穂から突き出すが垂れ下がることはなく、花糸は葯とはその基部からほんの少しの長さで繋がっている。子房は無毛。雌蘂群は柱頭が3裂しており、剛毛がある。果実は線状楕円形の頴果で、臍(果実が胎座につく位置)は線状(あるいは果実の中央で幅広くなっている)、せいぜい果実の長さの2/3を占めるまで。胚は小さくて基部にあり、エピブラストはない。
なお、Sajo et al.(2008)は S. spicata について詳細に観察し、偽小穂の苞葉を12でなく11としている。これは第6の苞葉(芒を持つもの)より上の苞葉の数が異なり、第6と雄蕊雌蘂を囲む3枚との間にある苞葉が3枚でなく2枚、とのことである。

### 偽小穂の構造の理解
本属と後述のアノモクロア属以外のあらゆるイネ科植物に於いて、小穂の構造は一定のパターンを持っており、それは以下のようなものである。まず基本的な構造として、小穂は2列性の苞葉の集まりであり、ただし最下の2つの苞葉は、その内側に花を含まず、これを包頴という。それより上の苞葉はその内側に小花を含み、これを護頴という。護頴に包まれて存在するのは圧縮された花軸であり、それを構成するのは内穎と花被由来の鱗皮が2ないし3個、それに雄蕊群と雌蘂群である。包頴、護頴と内頴は元々は花序の葉鞘に由来するものと考えられてきた。つまり典型的なイネ科の小穂では包頴2枚と、護頴と内頴が小花の数だけある、ということになる。
これに対して本属の偽小穂は小花が1に対して苞葉的なものが12枚(11枚)あり、中でも6枚目がよく発達し、先端に長い芒を備えている。しかしそこに含まれる小花は一番真ん中に1つだけである。一般のイネ科では小穂の主軸が仮軸状に分枝を繰り返した形で、小花はその側面への分枝に形成されるのに対して、本属では頂端にだけ形成されていると見え、この点でも独特である。
基部側の5つの苞葉は偽小穂の軸の基部側の節から出ており、これはしばしば包頴と見なされる。これより内側の苞葉は雄蕊や雌蘂を含む節から出ている。
一番内側で雄蕊と雌蘂を取り囲む3枚の苞葉に関しては、これを花弁と同等のものとする判断があり、その場合、一般のイネ科では花弁は鱗皮という形に縮小しているのとは異なるが、対応関係は取れる。第6苞葉とこの3枚との間の3枚(2枚？)は花被片のうち外側の列に相当するとも考えられる。ただしイネ科一般では小穂を構成する頴は苞葉起源の構造と考えられているので、これらを花被由来でなく、やはり苞葉起源とする見方が強い。
この構造がどのように作られたものかを理解する仮説は幾つも提出されており、おおむね大きく2つの方向性がある。1つは本来はもっと多数の小花を含む構造に由来したと見るもので、特に基部側の苞葉はそれぞれに小花を含むものであったものがすべて退化したものと見なす。もう一つはやはり小花は最先端にのみあったもので、それ以下の苞葉が短縮して生じたものとみる。更に6番目以上の苞葉の配置を理解するためにここに複数の分枝があったものが退化した、とする説も何通りかある。
いずれにしてもこの属の偽小穂は花序の省略された構造であるとは考えられるが、しかし他のイネ科と直接に比較するのが難しい。

## 分布と種、生育環境
本属のものは南北アメリカの熱帯域に広く分布するもので、3種と2亜種が知られている。いずれも熱帯の湿潤な森林の林床を生育地としている。

## 生態など
上記のように本種の偽小穂は成熟すると基部で脱落すると、その長い芒で絡まり合ってひとかたまりになるが、これは動物による種子散布を助けるものと考えられ、S. spicata ではこの芒や苞葉などの表面に鉤状の毛が多く、動物の体に絡まるのを容易にしている。このことがこの属のものが広域に分布することに有利であったろう、との判断もある。ちなみに人間の衣服にも絡まりやすく、ベリーズのとあるS. sordioana の標本にはコメントとして『我々が出会った中でもっともやっかいな草の1つ』というのがあった由。
本種の柱頭は多くのイネ科のように羽毛状とはなっておらず、虫媒花の可能性がある。

## 系統と分類
本種は古くからタケ類に近縁なものと考えられていた。その苞葉の多い花の構造など、木性のタケ類に近いとの声もあり、いずれにせよタケ亜科 Bambusoideae とする説が広く受け入れられた。ただし異説は多く、イネ属 Oryza に近いとかキビ連 Paniceae とする説なども唱えられた。これらは小穂の構造が独特で、他のイネ科と比較検討が難しかった点などが大きく関わっている。他方で本属がイネ科の中でもっとも原始的なもの、との考えも強く示されてきた。他方、イネ科に含めていいのかどうか、という疑問もあった。
本属の小穂がイネ科一般の小穂の構造に当てはめられないことから、本属の小穂を偽小穂といい、このような構造を持つものはイネ科には本属の他に1属しかない。そのもう1属はアノモクロア属 Anomochloa で、この属の唯一の種は記載された後、野外で発見されない期間が100年ばかりあり、一時は絶滅したものと見なされた。その点、本属のものは新熱帯域に広く分布し、標本も手に入りやすかったために多くの研究がなされた。Hubbardは1935年に本属を単独で独立の連、ストレプトカエタ連 Streptochaeteae とすることを唱え、同時にこれを Bambusae に近いものとした。同様の扱いをする研究者は多かった。Judziewicz & Soderstron(1989)はこの2属を細胞レベルの解剖学から染色体まで検討した上で、この2属が近縁であること、多くの点でタケ亜科としては特殊であることを挙げた上で、少なくともイネ科であることは間違いないとし、タケ亜科に含めたままにする判断をしている。
草本性のタケ類には上記の2属の他にもイネ科の中で原始的とされている属が幾つもあり、それらの形態学的な研究と、近年はこれに分子系統の情報を合わせての判断では、本属のみを含むストレプトカエタ連はアノモクロア属のみを含むアノモクロア連と近縁であり、これをアノモクロア亜科 Anomochlooideae とすること、そしてこの亜科がタケ亜科のみならずこの亜科以外のイネ科のすべての群に対して姉妹群をなすことが認められている。

### 下位分類
本属には以下のような種が知られている。
- Streptochaeta
  - S. angustifolia
  - S. sodiroana
  - S. spicata
    - subsp. ecuatoriana
    - subsp. spicata

- S. sordiroana は大型種で葉身の長さは30cm程(他種は20cm程度)で1つの花序に70個から時に100個もの偽小穂をつける(他の種はせいぜい19個まで)。この種はメキシコからペルーのアマゾン域、エクアドルまでの広い分布域を持つ。
- S. spicata は葉幅が30～73mmと幅広いのに対して、 S. angustifolia は5～18mmと遙かに葉が細い。この種はブラジル、エスピリトサント州の固有種であるが、その地域の森林破壊は著しく、本種は1972年にわずかに残されたパッチ状の植生で確認されたのを最後に見つかっておらず、絶滅した可能性が大きい。
- S.spicata は本属のタイプ種であるが、その亜種 subsp. ecuatriana は基本亜種に比べて一回り大柄である点で区別される。この種は、基本亜種はメキシコからパラグアイ、ブラジルのリオグランデ・ド・ソル州までの広い分布域を持つが、亜種の方はエクアドルの太平洋岸のみに分布する。またこの種は本属でもっとも普通に見られる種である[11]。

なお、もう1種の未記載種があるとの話もある。